# Richard Brennig
Richard Brennig (* 12. Mai 1897 in Peine; † 10. August 1978 ebenda) war ein deutscher Politiker (KPD) und 1945/46 Landrat von Peine.

## Leben
Richard Brennig war Kaufmann von Beruf und arbeitete als Justizangestellter. Die amerikanische Besatzungsmacht ernannte ihn nach dem Zweiten Weltkrieg am 24. April 1945 zum Landrat des Landkreises Peine Er wurde von den Briten, zu deren Besatzungszone der Landkreis Peine dann gehörte, bestätigt. Nach der Kreistagswahl 1946, bei der Brennig als einer von nur zwei Kommunisten in den 42-köpfigen Kreistag gewählt wurde, wurde er durch Heinrich Steinmann (SPD) abgelöst. Politisch engagierte er sich in der KPD, für die er bei der Bundestagswahl 1949 erfolglos im Bundestagswahlkreis Peine – Gifhorn kandidierte. 1963 war er zwischenzeitlich inhaftiert. Zudem war er in der Vereinigung der Verfolgten des Naziregimes aktiv, für die er sich um die Gedenkstätte Herzberge kümmerte.

## Veröffentlichungen
- Warum ich bei den Kreis- und Gemeindewahlen am 27. September 1964 nicht gewählt werden darf?, Selbstverlag, Peine 1964.
- Peine unter der NS-Gewaltherrschaft. Zeugnisse des Widerstandes und der Verfolgung im Dritten Reich, Selbstverlag VVN/Bund, 1978.